# تسويق المنتج
يتعامل تسويق المنتج مع المقومات السبعة الأولى للتسويق؛ وهي المنتج والتسعير والمكان والترويج والتغليف والتمركز والأشخاص.
على خلاف إدارة المنتج، فإن تسويق المنتج يتعامل مع مهام التسويق الموجه إلى الخارج بصورة أكبر (بالمعنى القديم لمصطلح التسويق). على سبيل المثال، تتعامل إدارة المنتج مع تفاصيل تطوير المنتج داخل الشركة، في حين يتعامل تسويق المنتج مع تسويق المنتج إلى العملاء المحتملين والعملاء الحاليين والآخرين. كما يختلف تسويق المنتج كمهمة وظيفية داخل الشركة عن المهام التسويقية الأخرى مثل الاتصالات التسويقية ("marcom") والتسويق الإلكتروني والإعلان وإستراتيجية التسويق والعلاقات العامة، وما إلى ذلك.
سوق المنتج هو عنصر يُشار إليه دائمًا عند طرح منتج جديد للعامة. 
والأشخاص الذين تحاول أن تجعل منتجك جذابًا لهم يمثلون سوق المستهلكين.
على سبيل المثال: إذا كنت تطرح نظام لعبة فيديو جديد للعامة، فإن سوق المستهلكين سيكون على الأرجح سوق ألعاب الفيديو للذكور البالغين (حسب نوع اللعبة). ومن ثم، سوف تجري بحثًا للسوق للتوصل إلى أفضل طريقة لإصدار اللعبة. 
وبالمثل، على الأرجح لن يجتذب كرسي التدليك الأطفال الصغار، ولذلك سيتم تسويق هذا المنتج إلى جيل أكبر سنًا.
يركز تحديد سوق المنتج على بيان محدود النطاق. فهو يركز على نوع المنتج واحتياجات العملاء (الاحتياجات الوظيفية) ونوعية العملاء والمنطقة الجغرافية.

## وظيفة تسويق المنتج
إن تسويق المنتج وعمل يتناول أربعة أسئلة إستراتيجية مهمة وهي:
- ما هي المنتجات التي سيتم تقديمها (أي سعة وعمق خط الإنتاج)؟
- من هم العملاء المستهدفون (أي حدود قطاعات السوق التي ستتم تغطيتها)؟
- كيف ستصل المنتجات إلى هؤلاء العملاء (أي قنوات التوزيع، وهل هناك احتمالات ممكنة التطبيق لابتكار نموذج أعمال قوي)؟
- كم يبلغ السعر الذي يجب عرض المنتجات به؟

## تسويق المنتج في مقابل إدارة المنتج
يختلف تسويق المنتج كثيرًا عن إدارة المنتج في شركات التقنية العالية. بينما يكون مطلوبًا من مدير الإنتاج أخذ متطلبات المنتج من العاملين بالمبيعات والتسويق وإعداد مستند متطلبات المنتج (PRD) الذي سيستخدمه الفريق الهندسي فيما بعد لإنشاء المنتج، فإن مدير تسويق المنتج قد يشترك في مهمة إعداد مستند متطلبات السوق (MRD) الذي يُستخدم كمصدر لإدارة المنتج لتطوير مستند متطلبات المنتج (PRD).
أما في الشركات الأخرى فيتولى مدير المنتج إعداد كل من مستندات متطلبات السوق (MRDs) ومستندات متطلبات المنتج (PRDs)، في حين يتولى مدير تسويق المنتج المهام الموجهة للخارج مثل تقديم العروض التقديمية للمنتج في المعارض التجارية وإعداد وسائل الدعم التسويقية مثل قائمة البضائع (hot-sheet) والمخططات (beat-sheet) والبطاقات المرجعية (cheat sheet) وكشوفات البيانات والمستندات الفنية. ويتطلب ذلك أن يتمتع مدير تسويق المنتج بمهارات كبيرة، ليس فقط في تحليل المنافسين وأبحاث السوق والكتابة الفنية، ولكن أيضًا في أنشطة موجهة بصورة أكبر نحو الأعمال مثل إجراء تحليلات للعائد على الاستثمار (ROI) وصافي القيمة الحالية (NPV) للاستثمارات التقنية ووضع إستراتيجيات للكيفية التي يمكن بها تغيير معايير اتخاذ القرار لدى العملاء المحتملين أو العملاء الحاليين لكي يشتروا منتج الشركة بدلاً من منتج المنافس، وما إلى ذلك.
هناك مشكلة تواجه مسوقي المنتجات وهي أنه يوكل إليهم وضع معظم المحتوى للمقومات المختلفة (المبيعات والاتصالات التسويقية والعملاء والمدونات وما إلى ذلك). وعلى الأرجح، تُعطى عملية وضع المحتوى قيمة أكبر من التفكير والبحث الفعلي الذي يقف وراء هذا المحتوى.
في شركات التقنية العالية الأصغر حجمًا أو الشركات الناشئة قد تصبح وظيفتي تسويق المنتج وإدارة المنتج غير واضحتي المعالم، وقد يقوم فرد واحد بكلتا المهمتين. وبالرغم من ذلك، مع نمو الشركة وتطورها، يجب أن يركز شخص ما على إعداد مستندات متطلبات جيدة للفريق الهندسي، بينما يركز شخص آخر على كيفية تحليل السوق والتأثير على «المحللين» وفهم اتجاهات السوق على المدى الأبعد. وعندما تتضح جليًا الحدود الفاصلة بين الوظيفتين، يُصنف الشخص الأول ضمن مجال إدارة المنتج بينما يُصنف الشخص الثاني ضمن مجال تسويق المنتج. في وادي السيليكون على وجه الخصوص، يتمتع أخصائيي تسويق المنتجات بخبرة كبيرة في المجال المتعلق بـسوق محدد أو تقانة محددة أو كلاهما. وتوجد في بعض شركات وادي السيليكون مسميات وظيفية مثل مهندسو تسويق المنتج والذين تتم ترقيتهم على الأرجح إلى مديرين في الوقت المناسب.
ويظهر اتجاه جديد في وادي السيليكون وهو قيام الشركات بتعيين فريق مكون من مدير تسويق منتجات ومدير تسويق فني. وتزداد قيمة وظيفة التسويق الفني عندما تصبح الشركات أكثر قدرة على المنافسة وتسعى لخفض التكاليف وزمن الوصول إلى السوق. وهناك اتجاه آخر وهو تعيين مدير تسويق منتجات واحد لكل مجموعة من مديري المنتجات. وهذا هو النموذج الذي يؤدي إلى الضغط على مديري تسويق المنتجات لكتابة المحتوى بدلاً من الاتصال بالسوق.

## المؤهلات
المؤهلات التعليمية المعتادة لمجال الأعمال هذا هي الحصول على درجة علمية رفيعة مرتبطة بالتسويق أو الأعمال، على سبيل المثال، بكالوريوس إدارة الأعمال أو ماجستير إدارة الأعمال أو ماجستير في التسويق أو ماجستير في علم النفس الصناعي والتنظيمي، فضلاً عن الخبرة العملية الكافية في المجالات ذات الصلة. كما أن وجود خلفية تتعلق بالهندسة أو الحوسبة يعد ميزة إضافية، نظرًا لأن من بين المهارات الرئيسية المطلوبة لهذه الوظيفة هي القدرة على التفاعل مع فريق العمل التقني.

## الأنواع
- القيمة (تسويق)
- التسويق للمتسوقين
- إدارة المنتجات